# Магистраль М5 (Беларусь)
Магистральная автомобильная дорога общего пользования республиканского значения М5, является частью европейского автомобильного маршрута E 271, соединяет Минск с Гомелем. Входит в состав ветви B панъевропейского транспортного коридора IX. Дорога ответвляется от магистрали М4 в районе пос. Привольный и проходит мимо Марьиной Горки, Осиповичей, Бобруйска, Жлобина до Гомеля.
Автомобильная дорога I категории, 2х2 полосы, сквозное движение после масштабной реконструкции открыто на всём протяжении 2 июля 2016 года.
Протяжённость 282,037 км. Начало – км 21,243 (от а/д М-4), конец – км 303,28.
Головной участок до Пуховичей реконструирован по I категории примерно в 1981 году. 
Выезд из Гомеля по новому направлению протяженностью 13 км введён в эксплуатацию в 1997 году.

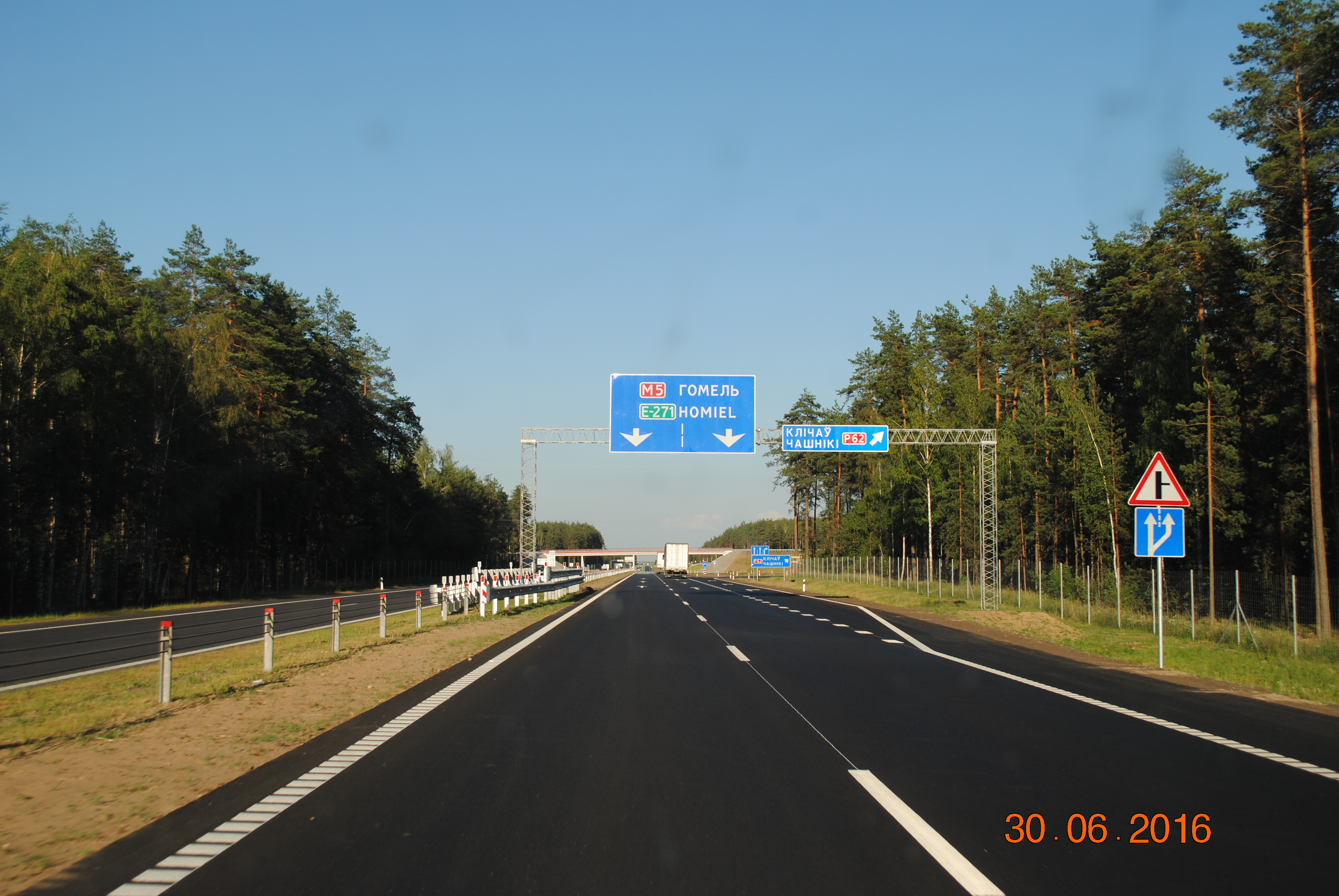
Магистраль М5 в Бобруйском районе

В 2007-2010 годах реконструированы отдельные участки между Пуховичами и Бобруйском общей протяженностью 20,7 км. 
С конца 2010 года началась масштабная реконструкция всего участка между Пуховичами и Бобруйском (км 65,12–131,0). Участок введен в эксплуатацию 30.09.2013 года. 
В 2013 году началась реконструкция участка Жлобин – Гомель (км 208,66–295,2), введён в эксплуатацию 17 ноября 2014 года. 
В 2014 году начата реконструкция участка Бобруйск – Жлобин (км 131,0–208,66), введён в эксплуатацию 2 июля 2016 года.
На участке Пуховичи – Гомель максимально разрешённая скорость для легковых автомобилей составляет 120 км/ч (за исключением перекрестков и пешеходных переходов, где стоят знаки максимальной скорости 90 км/ч (в Могилёвской области) либо 100 км/ч (в Гомельской)).

## Маршрут
Протяжённость трассы составляет 282,037 км. 
| Расст. (прибл.) |  | Название          | Другие трассы |
| --------------- |  | ----------------- | ------------- |
| 0 км            |  | Минск             | М9            |
| 10 км           |  |                   | М1 E 30       |
| 12 км           |  |                   | М4            |
| 29 км           |  | Свислочь, Руденск | Р69           |
| 49 км           |  | Марьина Горка     | Р59           |
| 90 км           |  | Осиповичи         | Р72           |
| 121 км          |  | Бобруйск          | Р31           |
| 123 км          |  | Бобруйск          | Р67           |
| 134 км          |  |                   | Р62           |
| 146 км          |  | Бобруйск, Кировск | Р93           |
| 151 км          |  | Бобруйск          | Р43           |
| 155 км          |  | Бобруйск          |               |
| 188 км          |  |                   | Р90           |
| 203 км          |  | Жлобин            | Р149          |
| 206 км          |  | Жлобин            | Р39           |
| 242 км          |  | Буда-Кошелёво     | Р38           |
| 285 км          |  |                   | М8 E 95       |
| 303,28 км       |  | Гомель            |               |

Обслуживание автодороги осуществляется:
- участок 0 км - 15,872 км - ГПО "Горремавтодор Мингорисполкома"
- участок 15,872 км - 73,072 км. - РУП "Минскавтодор-центр"
- участок 73,072 км - 187,692 км. - РУП "Могилевавтодор"
- участок 187,692 - 302,28 км. - РУП "Гомельавтодор"